# Roland Cziurlock
Roland Cziurlok (ur. 30 listopada 1967 w Opolu) – profesjonalny niemiecki kulturysta. Pomimo polskich korzeni, w zmaganiach kulturystycznych reprezentował Niemcy. Z jego największymi sukcesami wiążą się lata 90., kiedy to osiągnął między innymi 6 miejsce na zawodach Joego Weidera Mr. Olympia. Z kulturystyką zerwał ostatecznie w roku 2001.

## Warunki fizyczne
- wzrost: 173 cm
- waga: 102 kg

## Osiągnięcia
- 1991:
  - World Amateur Championships − federacja IFBB, kategoria lekkociężka − VII m-ce
- 1992:
  - World Amateur Championships − fed. IFBB, kat. lekkociężka − II m-ce
- 1993:
  - World Amateur Championships − fed. IFBB, kat. lekkociężka − I m-ce
- 1994:
  - Grand Prix Francji − fed. IFBB − V m-ce
  - Grand Prix Niemczech − fed. IFBB − V m-ce
  - Grand Prix Włoszech − fed. IFBB − V m-ce
  - Mr. Olympia − fed. IFBB − 18th
- 1995:
  - Night of Champions − fed. IFBB − V m-ce
- 1996:
  - Arnold Classic − fed. IFBB − VII m-ce
  - Grand Prix Niemczech − fed. IFBB − IX m-ce
  - Grand Prix Hiszpanii − fed. IFBB − XI m-ce
  - Mr. Olympia − fed. IFBB − XII m-ce
  - San Jose Pro Invitational − fed. IFBB − IV m-ce
- 1998:
  - Arnold Classic − fed. IFBB − X m-ce
- 2000:
  - Night of Champions − fed. IFBB − XVI m-ce
- 2001:
  - Night of Champions − fed. IFBB − poza czołówką
  - Toronto Pro Invitational − fed. IFBB − XVII m-ce